# 凯莉·里斯克
凯莉·里斯克（英語：Kylie Risk，1973年11月28日—），澳大利亚女子田径运动员。她曾代表澳大利亚参加1998年英联邦运动会田径比赛，获得一枚银牌。她也曾参加1996年和2000年夏季奥运会。